# Brigantine
Brigantine város az USA New Jersey államában, Atlantic megyében. Lakosainak száma 7716 fő (2020. április 1.).

## Népesség
A település népességének változása:

| 2010 | 9 450 |
| 2020 | 7 716 |